# El existencialismo y la sabiduría de los pueblos
El existencialismo y la sabiduría de los pueblos (a veces traducido como El existencialismo y la sabiduría popular) es un libro que contiene cinco escritos publicados por la filósofa francesa Simone de Beauvoir entre los años 1945 y 1946 para la revista Les temps modernes, creada por ella misma y Jean Paul Sartre.
El libro apareció en 1948, incluso un prefacio escrito por la misma Simone y constituye una férrea defensa hacia el existencialismo, más que buscar definirlo.

## Capítulos
Cada capítulo corresponde a un ensayo escrito por Simone para la revista en distintas ediciones:
| N.º capítulo | N.º revista | Nombre del capítulo                               | Fecha             |
| ------------ | ----------- | ------------------------------------------------- | ----------------- |
| 1            | 3           | El existencialismo y la sabiduría de los pueblos. | Diciembre de 1945 |
| 2            | 2           | Idealismo moral y realismo político               | Noviembre de 1945 |
| 3            | 7           | Literatura y metafísica                           | Abril de 1946     |
| 4            | 5           | Ojo por ojo                                       | Febrero de 1946   |